# (52768) 1998 OR2
(52768) 1998 OR2 (tên gọi tạm thời 1998 OR2) là một tiểu hành tinh nằm trên quỹ đạo lệch tâm, được phân loại là vật thể gần Trái Đất và là tiểu hành tinh có khả năng gây nguy hiểm thuộc nhóm Amor, có đường kính 2 kilômét (1,2 mi). Nó được các nhà thiên văn học của chương trình Theo dõi tiểu hành tinh gần Trái Đất (NEAT) tại Đài thiên văn Haleakala, Hawaii phát hiện vào ngày 24 tháng 7 năm 1998. Đây là một trong những tiểu hành tinh sáng nhất và có khả năng gây nguy hiểm lớn nhất đã biết. Với cung quan sát 32 năm, tiểu hành tinh có quỹ đạo được xác định rõ và đường di chuyển của nó đã được biết đến năm 2197. Quỹ đạo của tiểu hành tinh này chỉ có khả năng gây nguy hiểm theo thang thời gian hàng nghìn năm.

## Tiếp cận năm 2020
Vào ngày 29 tháng 4 năm 2020 lúc 09:56 UTC, tiểu hành tinh này bay qua ở khoảng cách 0,042 AU (6,3 triệu km; 16 LD) từ Trái Đất. Với các quan sát gần đây vào tháng 4 năm 2020 và cung quan sát 32 năm, khoảng cách tiếp cận gần năm 2020 được biết với độ chính xác khoảng ± 6 km. (Để so sánh, Sao Kim sẽ cách Trái Đất 0,29 AU hay 43 triệu km hoặc 110 LD vào ngày 3 tháng 6 năm 2020)

## Quỹ đạo và phân loại
1998 OR2 là một vật thể gần Trái Đất và là thành viên của nhóm Amor, và do đó hiện nay không cắt ngang qua quỹ đạo Trái Đất. Tiếp cận gần nhất của tiểu hành tinh này với Mặt Trời nằm ngay ngoài khoảng cách xa nhất của Trái Đất so với Mặt Trời. Khi tiểu hành tinh có điểm cận nhật nhỏ hơn 1,017 AU (điểm viễn nhật của Trái Đất), nó được phân loại là tiểu hành tinh Apollo. Loại tiểu hành tinh này lật qua lại lại khi thời gian trôi đi, do nhiễu loạn nhỏ của quỹ đạo của nó.
Nó quay quanh Mặt Trời ở khoảng cách 1,0-3,7 AU với chu kỳ quỹ đạo 3 năm 8 tháng (1.344 ngày, bán trục lớn bằng 2,38 AU). Quỹ đạo của nó có độ lệch tâm cao, bằng 0,57 và độ nghiêng 6° so với mặt phẳng hoàng đạo. Với điểm viễn nhật đủ lớn, tiểu hành tinh này cũng được phân loại là vật thể đi ngang sao Hỏa, đi qua quỹ đạo sao Hỏa tại 1,66 AU.
Cung quan sát của thiên thể này bắt đầu bằng một tiền khám phá được Khảo sát bầu trời số hóa thực hiện tại Đài thiên văn Siding Spring công bố vào tháng 6 năm 1986, trên 12 năm trước quan sát khám phá chính thức tại Đài thiên văn Haleakala, Hawaii.

### Tiếp cận gần
Với cấp sao tuyệt đối xấp xỉ 15,8 1998 OR2 là một trong những tiểu hành tinh sáng nhất và có khả năng gây nguy hiểm lớn nhất đã biết (xem Danh sách vật thể có khả năng gây nguy hiểm). Nó hiện có khoảng cách giao cắt quỹ đạo tối thiểu với Trái Đất là 0,0154 AU (2.300.000 km), chuyển thành khoảng cách Mặt Trăng (LD) là 6,0. Vào ngày 16 tháng 4 năm 2079, tiểu hành tinh này sẽ thực hiện cuộc chạm trán gần Trái Đất ở khoảng cách an toàn 0,0118 AU (4,59 LD) và vượt qua Mặt Trăng ở 0,0092 AU (3,6 LD). Quỹ đạo của tiểu hành tinh này chỉ có khả năng gây nguy hiểm theo thang thời gian hàng trăm, nếu không nói là hàng ngàn năm. 
Bản mẫu:Large near earth asteroid flybys 5LD

## Tính chất vật lý

Hoạt hình của hình ảnh radar chỉ ra sự tự quay của.

Theo các quan sát của kính viễn vọng IRTF NASA trong chương trình ExploreNEOs Warm Spitzer, 1998 OR2 là một tiểu hành tinh kiểu L khá hiếm. Các quan sát radar Delay-Doppler của Đài thiên văn Arecibo vào tháng 4 năm 2020 đã chỉ ra rằng 1998 OR2 có một phần lõm lớn, giống như miệng hố va chạm trong hình dạng của nó. Các quan sát radar này cũng đã giải quyết một số đặc điểm địa hình khác trên bề mặt của tiểu hành tinh, như đồi núi và các rặng núi.

### Chu kỳ tự quay
Vào năm 2009, các đường cong ánh sáng tự quay của 1998 OR2 đã thu được từ các quan sát quang trắc của các nhà thiên văn học ở Salvador, Brasil và trong Khảo sát quang trắc tiểu hành tinh gần Trái Đất (NEAPS) của Đài thiên văn Lowell. Phân tích đường cong ánh sáng đã đưa ra chu kỳ tự quay là 3,198 và 4,112 giờ với biên độ sáng của cấp sao 0,29 và 0,16, tương ứng (U=2/2+). Chu kỳ tự quay 4,1 giờ sau đó được xác nhận bằng các quan sát radar của tiểu hành tinh này vào năm 2020.

### Đường kính và suất phản chiếu
Collaborative Asteroid Lightcurve Link (CALL) giả định suất phản chiếu tiêu chuẩn cho các tiểu hành tinh đá là 0,20 và tính toán đường kính 2,15 km (1,34 mi) dựa theo cấp sao tuyệt đối 15,7.

## Đặt tên
Tính đến năm 2020, hành tinh nhỏ này vẫn chưa được đặt tên.